# Harbor View (Ohio)
Harbor View es una villa ubicada en el condado de Lucas, en el estado estadounidense de Ohio. En el Censo de 2010 tenía una población de 123 habitantes y una densidad de 1637,61 personas por km².

## Geografía
Harbor View se encuentra ubicada en las coordenadas 41°41′36″N 83°26′40″O / 41.69333, -83.44444. Según la Oficina del Censo de los Estados Unidos, Harbor View tiene una superficie total de 0.08 km², toda ella tierra firme.

## Demografía
Según el censo de 2010, había 123 personas residiendo en Harbor View. La densidad de población era de 1637,61 hab./km². De los 123 habitantes, Harbor View estaba compuesto por el 96.75% blancos, el 2.44% eran asiáticos y el 0.81% pertenecían a dos o más razas. Del total de la población, el 1.63% eran hispanos o latinos de cualquier raza.